# 20000 Varuna
20000 Varuna este o planetă minoră (asteroid), cu un diametru de 900 km, din Obiect transneptunian. A fost descoperită pe 28 noiembrie 2000 la Observatorul Național Kitt Peak de Spacewatch și a fost numită după Varuna⁠(d). 
Obiectul prezintă o orbită caracterizată de o semiaxă mare de 42,7159477 de UAi, o excentricitate de 0,0505, o înclinație de 17,2 ° în raport cu ecliptica.